# Parque San Martín
Parque San Martín é uma cidade da Argentina, localizada no partido de Merlo na província de Buenos Aires.
Parque San Martín foi fundado por volta de 1948 por promotores imobiliários, nas propriedades pertencentes à família Etcheverry. Como em muitos outros lugares na Argentina, a cidade recebeu o nome do herói independência argentina, o General José de San Martín.[carece de fontes?]